# Мамедов Гусейн Курбан-огли
Гусейн Курбан огли Мамедов (15 травня 1900, село Дирніс або місто Ордубад Нахічеванського повіту Еріванської губернії, тепер Нахічевань, Азербайджан — 24 листопада 1970, місто Баку, тепер Азербайджан) — радянський державний діяч, голова Президії Верховної ради Нахічеванської АРСР. Депутат Верховної ради Азербайджанської РСР 1—6-го скликань. Депутат Верховної ради СРСР 4-го скликання. Герой Соціалістичної Праці (10.03.1948)

## Життєпис
Народився в родині військового Гурбана Нахічеванського, далекого родича генерал-ад'ютанта Гусейна Хана Нахічеванського.
Працював у сільському господарстві, наймитував, працював у пекарні. Брав участь у вірмено-азербайджанській війні 1918—1920 років. У вересні 1920 року переїхав до міста Ордубада.
Член РКП(б) з 1920 року.
З 1921 року працював чорноробом на Балаханських нафтових промислах.
У 1922 році закінчив курси при Військово-політичній школі ДПУ. У 1922 — липні 1925 року — на політичній роботі у Червоній армії, комісар Нахічеванського військкомату.
У 1925—1936 роках — відповідальний секретар Ізмаїлінського повітового комітету КП(б) Азербайджану; відповідальний секретар Кюрдамирського повітового комітету КП(б) Азербайджану; секретар Конахкендського районного комітету КП(б) Азербайджану; заступник начальника політичного відділу, заступник директора Кюрдамирської машинно-тракторної станції з політичної частини Азербайджанської РСР.
У 1936—1943 роках — секретар Кюрдамирського районного комітету КП(б) Азербайджану; 1-й секретар Карягинського районного комітету КП(б) Азербайджану.
У 1941 році разом із Нахічеванським батальйоном Червоної армії вирушив на фронт, учасник німецько-радянської війни. У 1943 році був комісований.
У 1943—1951 роках — 1-й секретар Ахсуїнського (Агсуйського) районного комітету КП(б) Азербайджану.
Указом Президії Верховної Ради СРСР від 10 березня 1948 року за отримання високих врожаїв бавовни при виконанні колгоспом обов'язкових поставок і натуроплати за роботу МТС у 1947 році Гусейну Курбан огли Мамедову присвоєно звання Героя Соціалістичної Праці з врученням ордена Леніна та золотої медалі «Серп і Молот».
У 1951 — квітні 1952 року — секретар Нахічеванського обласного комітету КП(б) Азербайджану.
У квітні 1952 — 1963 року — голова Президії Верховної ради Нахічеванської АРСР.
З 1963 року — персональний пенсіонер. Помер 24 листопада 1970 року в місті Баку, похований на Другому Почесному цвинтарі у Баку.

## Нагороди
- Герой Соціалістичної Праці (10.03.1948)
- три ордени Леніна (10.03.1948,)
- орден Трудового Червоного Прапора
- орден «Знак Пошани» (1961)
- орден Червоної Зірки
- медалі